# Vancouver Nighthawks
Los Vancouver Nighthawks fueron un equipo de baloncesto canadienes con sede en Vancouver, Columbia Británica, que compitieron una temporada, la inaugural, en la World Basketball League. Disputaban sus partidos como local en el BC Place, pabellón con capacidad para 21.000 espectadores.

## Historia
El equipo se fundó en 1988, siendo una de las seis franquicias que disputaron la temporada inaugural de la WBL. Acabaron la competición en la última posición, con 18 victorias y 36 derrotas.

## Temporadas
| Temporada | Liga | Denominación         | G  | P  | %    | Puesto | Play-off |
| --------- | ---- | -------------------- | -- | -- | ---- | ------ | -------- |
| 1988      | WBL  | Vancouver Nighthawks | 18 | 36 | 33,3 | 6º     | -        |